# Place Saint-Estèphe
La place Saint-Estèphe est une voie située dans le quartier de Bercy du 12e arrondissement de Paris.

## Situation et accès
La place Saint-Estèphe est desservie par la ligne 14 à la station Cour Saint-Émilion.

## Origine du nom
Le nom de cette rue fait référence aux vins de Saint-Estèphe, un vin français d'appellation d'origine contrôlée produit dans le vignoble de Bordeaux, près de Saint-Estèphe.

## Historique
Cette place a été aménagée sur le site des anciens entrepôts de Bercy lors de la restructuration de la ZAC de Bercy à la fin des années 1990.